# St. Louis Blues (lied)
St. Louis Blues is een populair Amerikaans lied, gecomponeerd door William Christopher Handy in de bluesstijl. Het behoort tot het repertoire van heel wat jazzmusici en groeide uit tot een echte jazzstandard. Het was ook een van de eerste bluesnummers die populair werden als popsong. Het werd uitgevoerd door tal van muzikanten in allerlei stijlen, onder meer door Louis Armstrong en Bessie Smith, Glenn Miller en de Boston Pops Orchestra. Het werd gepubliceerd in september 1914 door Handy's eigen bedrijf en werd zo populair dat er een nieuwe dansstijl, de "foxtrot", voor werd gemaakt.
De versie met Bessie Smith en Louis Armstrong op kornet wordt nu sinds 1933 bewaard in de Grammy Hall of Fame, evenals de versie uit 1929 van Louis Armstrong & His Orchestra (met Henry "Red" Allen).
Het lied bleef het jazznummer met de meeste opnames aller tijden, vanaf 1930 tot 20 jaar later, toen Star Dust deze titel overnam.